# دانييلا براغا
دانييلا براغا (بالبرتغالية: Daniela Braga‏) (مواليد 23 يناير 1992 في سان باولو) عارضة أزياء برازيلية .

## روابط خارجية
- دانييلا براغا على موقع IMDb (الإنجليزية)
- دانييلا براغا على موقع دليل عارضات الأزياء (الإنجليزية)
- دانييلا براغا في موديلز.كوم

1. ↑  Marilena Borgna (5 أبريل 2012). "Daniela Braga". vogue.it. مجلة فوغ الإيطالية. مؤرشف من الأصل في 2018-08-19. اطلع عليه بتاريخ 2015-03-23. {{استشهاد ويب}}: استعمال الخط المائل أو الغليظ غير مسموح: |ناشر= (مساعدة)
2. ↑  Cara Hessels (9 ديسمبر 2014). "New Victoria's Secret Angel Daniela Braga Learns to Walk". maxim.com. مكسيم (مجلة). مؤرشف من الأصل في 2015-11-26. اطلع عليه بتاريخ 2015-03-23. {{استشهاد ويب}}: استعمال الخط المائل أو الغليظ غير مسموح: |ناشر= (مساعدة)